# 刘增文
刘增文（1954年9月—），山东成武人，中华人民共和国外交官，曾任中华人民共和国驻罗马尼亚特命全权大使和在人民共和国驻立陶宛共和国特命全权大使。

## 生平
1977年，毕业于北京外国语学院东欧系，进入中华人民共和国外交部工作，先后在中国人民对外友好协会、驻罗马尼亚大使馆、外交部苏联东欧司、外交部干部司任职。1998年，任驻摩尔多瓦大使馆参赞。1999年，任驻罗马尼亚大使馆参赞。2003年，任外交部办公厅参赞。2007年11月，出任中华人民共和国驻罗马尼亚大使。2012年1月，出任中华人民共和国驻立陶宛大使。2015年3月，自驻立陶宛大使离任。

## 家庭
已婚，有一子。